# DNA 나노기술

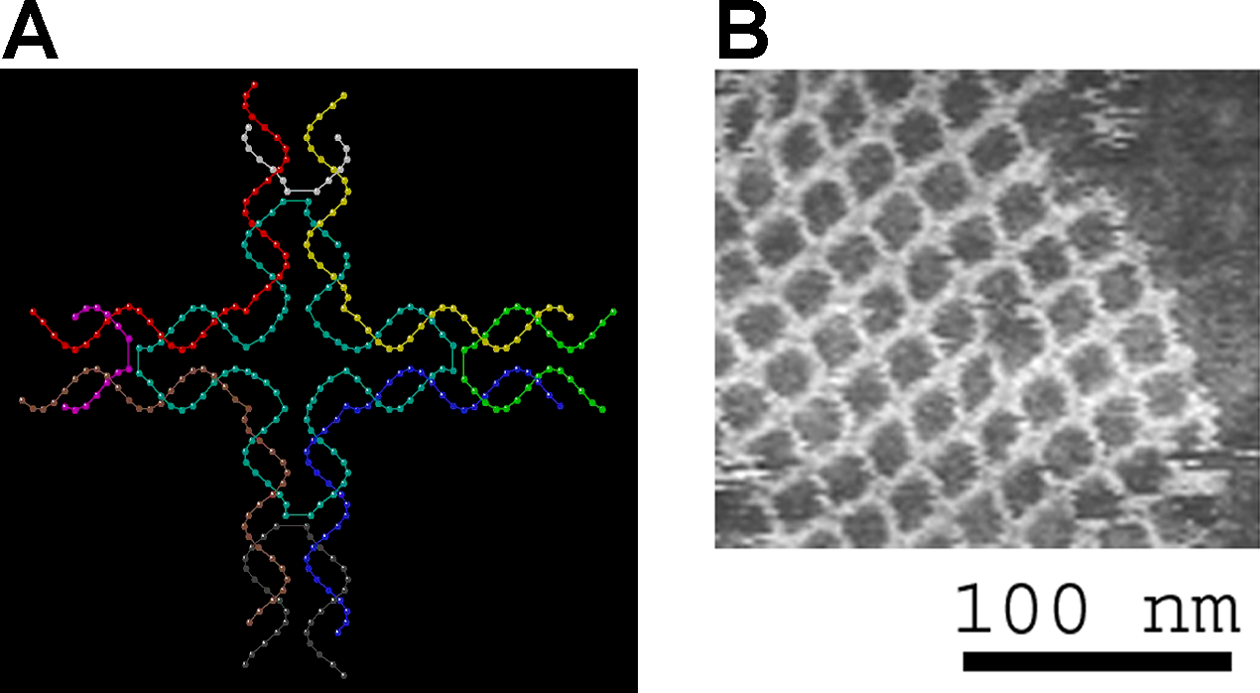

DNA 나노기술에서는 우리가 일반적으로 DNA를 생명활동에서 유전적 정보를 전달하는 전달자로서의 역할이 아닌 하나의 물리적 재료서 사용한다. 특히 DNA 나노기술에서는 DNA가 가지고 있는 주요 특성인 분자인식(molecular recognition)과 핵산의 특징을 이용하여 새로운 물질을 만드는데 목표를 둔다. 좁은 의미에서 DNA를 다루지만 넓게는 이와 동일한 원리를 이용하여 RNA나 PNA를 다루어 핵산 나노기술(nucleic acid nanotechnology)라고 불리기도 한다.

## 원리
DNA 나노기술에서의 기본적인 원리는 바로 핵산 분자 속에 있는 염기 쌍을 이해함으로써 알 수 있다. 핵산분자의 구조는 뉴클레오티드의 서열로 구성되며 이것은 이들이 가지고 있는 핵염기로부터 구분된다. DNA속의 염기는 adenine(A), cytosine(C), guanine(G), thymine(T) 네 가지로 구성되며 이들은 각각 A은 T과, C은 G과 짝을 이뤄 가장 안정적인 상태에 있는다. 일반적으로 이들은 염기 짝을 이루어 이중나선구조를 이루며 이것이 가장 안정적인 에너지 상태이다. DNA 나노테크놀로지에서는 이러한 DNA의 특성을 이용하여 우리가 원하는 구조가 가장 안정적인 에너지 준위에 있게 인위적으로 서열을 디자인함으로써 유도했던 구조를 만들어 낸다.
DNA 나노테크놀로지에서는 기존의 생명체에 존재하는 선형의 이중나선구조의 DNA가 아니라 junction을 가지고 있는 구조를 주로 다룬다. 이중 가장 먼저 만들어진 것은 four-arm junction이다. 이것은 네 개의 DNA가닥이 안정적으로 십자형으로 서로 염기 짝을 이루고 있는 상태이다.

## 디자인
원하는 구조를 얻기 위해 디자인은 DNA 나노기술에 매우 중요하다. 이러한 디자인작업은 명확한 기능과 구조의 설계와 함께 시작된다. 디자인 작업은 구조설계와 서열설계가 있다. 구조 디자인에는 타일 기반 구조, 접힘 구조, Kinetic assembly가 있다.

## DNA 나노기술의 구조
DNA 나노기술의 구조는 매우 다양하게 존재하는데 Periodic lattice, 나노튜브, Polyhedra 등이 있다. 이중 몇 가지를 살펴 보면 Periodic lattice는 종단이 접합성을 가지고 있어서 이들끼리 잘 결합하여 이차원형으로 조립될 수 있는 형태이다. 초기의 모델에서 5개의 DNA가닥으로 이루어진 A double-crossover (DX) 분자가 배열되어 있는 형태였다. 2009년에는 3차원 DNA격자가 보고되어 큰 진보를 이루었다. 나노튜브의 경우는 역시 DX의 배열로서 3~40nm의 크기이다. DNA 나노튜브의 경우 탄소 나노튜브와 매우 유사하지만 DNA튜브의 경우 탄소의 경우보다 강하지 않아 쉽게 수정되고 다른 구조와 쉽게 연결할 수 있다.

## DNA 나노기술의 응용과 전망
이러한 DNA 나노기술은 미래에 다양하게 이용될 수 있는 많은 가능성을 내포하고 있다. 먼저 우리가 이러한 나노 구조를 만드는데 사용하는 기술(디자인)은 나노규모의 작은 물질들을 정확하게 제어하는데 바로 이용될 수 있다. 또한 DNA를 이용하여 3차원 나노입자를 디자인함으로써 다양한 재료들의 특성을 조절 할 수 있다는 점에서 산업계에서 다양하게 이용될 수 있는 잠재성을 가지고 있다.